# 케일럽 쿠싱
케일럽 쿠싱(Caleb Cushing, 1800년 1월 17일 – 1879년 1월 2일)은 미국의 민주당 정치인이자 외교관으로, 매사추세츠주 출신 미국 하원의원과 프랭클린 피어스 대통령 재임 시 제23대 미국의 법무부 장관을 역임했다. 1874년부터 1877년까지는 주스페인 미국 공사였다.
쿠싱은 특히 텍사스주, 오리건주 및 쿠바의 획득과 관련하여 영토 및 상업 확장의 열렬한 지지자였다. 그는 미국 세력의 확대가 "이 모범적인 미합중국에 부여된 위대한 운명"을 실현할 것이라고 믿었다. 쿠싱은 1844년 왕샤 조약을 통해 중국과의 첫 미국 조약을 확보했다. 이 조약은 미국 상인들에게 다섯 개 중국 항구에서의 교역권을 부여했다. 남북 전쟁 후, 쿠싱은 콜롬비아와 조약을 협상하여 미국에 대양 횡단 운하를 위한 통행권을 부여했다. 그는 앨라배마 클레임의 유리한 합의를 얻는 데 도움을 주었으며, 1870년대 주스페인 대사로서 골칫거리였던 버지니아호 사건을 진정시켰다.

## 전기

### 초기 생애
쿠싱은 1800년 1월 17일 매사추세츠주 솔즈베리에서 태어났다. 그는 부유한 조선업자이자 상인이었던 존 뉴마치 쿠싱의 아들이었고, 어머니는 뉴햄프셔주 시브룩 출신의 연약하고 감성적인 리디아 다우였으며, 그녀는 쿠싱이 열 살 때 사망했다. 가족은 1802년에 메리맥강을 건너 번성하는 선적 도시인 매사추세츠주 뉴버리포트로 이주했다. 그는 13세에 하버드 대학교에 입학하여 1817년에 졸업했다. 그는 1820년부터 1821년까지 그곳에서 수학 교사로 일했으며, 1821년 12월에 매사추세츠 민사소송법원에서 변호사 자격을 얻었다. 그는 1824년에 뉴버리포트에서 변호사 업무를 시작했다. 그곳에서 그는 제일 장로교회에 다녔다.
1824년 11월 23일, 쿠싱은 매사추세츠 최고 사법 법원의 새뮤얼 섬너 와일드 판사의 딸인 캐롤라인 엘리자베스 와일드와 결혼했다. 그의 아내는 약 10년 후에 사망하여 그에게 자녀 없이 홀로 남겼다. 그는 다시는 결혼하지 않았다.

### 주의회 경력
쿠싱은 1825년 매사추세츠주 하원에서 민주공화당 의원으로 재직했으며, 1826년에는 매사추세츠주 상원에 입성했고 1828년에는 다시 하원으로 돌아왔다. 그 후 1829년부터 1831년까지 2년간 유럽에서 시간을 보냈다. 귀국 후 그는 1833년과 1834년에 다시 주 의회 하원에서 재직했다. 그리고 1834년 후반에 미국 하원에 선출되었다.

### 워싱턴 경력
쿠싱은 1835년부터 1843년까지(제24대, 25대, 26대, 27대 의회) 의회에서 근무했다. 제27대 의회에서 그는 미국 하원 외교위원회 위원장이었다.
여기서 그의 공적인 삶을 특징짓는 뚜렷한 불일치가 나타났다. 존 타일러가 대통령이 되고, 휘그당에서 축출되고, 쿠싱이 찬성했던 휘그당 법안(관세 법안 포함)에 거부권을 행사하자, 쿠싱은 처음에는 거부권을 옹호하다가 다시 그 법안에 찬성표를 던졌다. 1843년 타일러 대통령은 쿠싱을 미국의 재무장관으로 지명했지만, 미국 상원은 그를 이 직위에 인준하지 않았다. 그는 하루에 세 번 지명되었고, 세 번 모두 거부되었다. 대신 존 캔필드 스펜서가 선택되었다.

### 중국 임무
1843년, 쿠싱은 타일러 대통령에 의해 전권대사이자 주중국 미국 대사로 임명되었고, 1845년 3월 4일까지 이 직위를 유지했다. 청나라 왕실에 깊은 인상을 주기 위해 쿠싱 사절단은 리볼버, 망원경, 백과사전 등 과학적 경이로움을 칭송하는 선물로 가득 찬 4척의 미국 전함으로 구성되었다. 1844년 2월 그의 마카오 도착은 현지에서 센세이션을 일으켰지만, 중국 정부는 또 다른 최혜국을 지정하는 것을 꺼렸다. 쿠싱은 당근과 채찍을 교묘하게 섞었다. 그는 전함들을 배경으로, 사절을 받지 않는 것은 국가적 모욕이라고 경고했다. 그는 전례 없는 절차인 황제에게 직접 갈 것이라고 위협했다. 황제는 지연을 시도했지만, 결국 쿠싱과 협상할 사절을 보냈고, 이는 1844년 7월 3일 왕샤 마을에서 왕샤 조약이 체결되는 결과를 낳았다. 최혜국 대우 외에도 쿠싱은 미국인들이 치외법권을 확보하도록 했다. 다음 해에는 인삼과 비단 같은 비교적 소량의 고가 화물을 운반하는 고속 클리퍼 선박 덕분에 중국과의 미국 무역이 빠르게 증가했다. 미국 개신교 선교사들도 도착하기 시작했다. 중국인들의 대중적인 반응은 대체로 적대적이었지만, 미국 선교사와 사업가들에게 지지 기반을 제공하는 긍정적인 요소도 있었다. 1850년에서 1864년 사이에 중국은 수백만 명의 사망자를 초래한 내전인 태평천국의 난에 휩싸였고, 외국 무역은 침체되었다.
그는 중국 전권대사로 재직하면서 일본과의 항해 및 상업 조약을 협상할 권한도 부여받았다.

### 매사추세츠 귀환

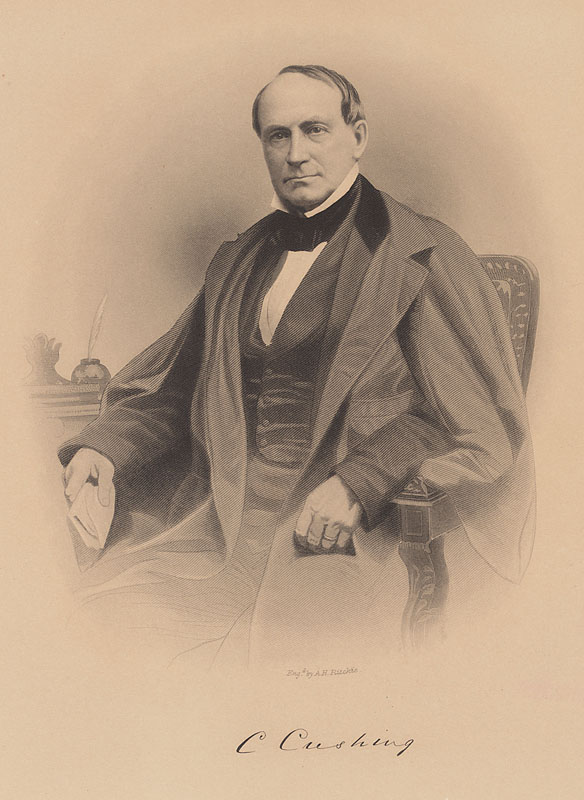
케일럽 쿠싱의 판화

1847년, 그는 다시 매사추세츠 주의회 의원으로 활동하면서 멕시코-미국 전쟁에 참전할 연대 장비에 대한 예산 법안을 제출했다. 이 법안은 부결되었지만, 그는 필요한 자금을 개인적으로 조달했다.
그는 멕시코 전쟁 중 1847년 1월 15일에 지휘를 맡은 매사추세츠 제1자원연대 대령으로 육군에서 복무했다. 같은 해 4월 14일에는 자원병 준장으로 진급했다. 그는 이 분쟁 중 전투에 참여하지 않았으며, 멕시코 시티가 평화롭게 된 지 몇 달 후에 예비 대대와 함께 멕시코 시티에 입성했다. 그는 1848년 7월 20일에 육군에서 전역했다.
1847년과 1848년에 민주당은 그를 매사추세츠주지사 후보로 지명했지만, 매번 선거에서 패배했다. 그는 1851년에 다시 주의회 의원으로 활동했으며, 1851년에 매사추세츠주 법무장관 직위를 제안받았으나 거절했고, 1851년과 1852년에 뉴버리포트 시장을 역임했다. (그는 26세 때 그 도시의 주요 역사를 집필한 바 있다.)
그는 1852년 매사추세츠 최고 사법 법원의 부판사가 되었다. 프랭클린 피어스 대통령 재임 기간인 1853년 3월 7일부터 1857년 3월 3일까지 미국의 법무부 장관을 지냈다. 쿠싱은 1857년 3월 드레드 스콧 판결을 지지했다.
1858년, 1859년, 1862년, 1863년에 그는 다시 매사추세츠 하원에서 봉사했다.
또한 이 기간 동안 그는 위스콘신주 세인트 크로이 폭스에 쿠싱 토지 대리점을 설립했다. 현재 쿠싱 토지 대리점 건물로 알려진 이 건물은 미국 국립사적지에 등재되어 있다.

### 1860년과 남북 전쟁
1860년, 그는 처음에는 찰스턴에서, 나중에는 볼티모어에서 열린 민주당 전당대회를 주재했다. 그러다가 그는 정규 전당대회에서 탈퇴한 이들과 합류했다. 그 후 그는 탈퇴한 대표단의 전당대회도 주재했으며, 이들은 존 C. 브레킨리지를 대통령 후보로 지명했다. 또한 1860년 제임스 뷰캐넌 대통령은 그를 찰스턴으로 사우스캐롤라이나의 분리주의자들에 대한 기밀 위원장으로 파견했다.
주권국가의 권리를 옹호하고 노예제도 폐지에 반대했음에도 불구하고, 남북 전쟁 중 그는 북부를 지지했다. 그는 나중에 앤드루 존슨 대통령에 의해 미국 의회 법률을 개정하고 성문화하는 임무를 맡은 세 명의 위원 중 한 명으로 임명되었다. 그는 1866년부터 1870년까지 그 직책을 수행했다.

### 외교 복귀
1868년, 콜롬비아 상주공사와 협력하여 쿠싱은 콜롬비아의 보고타로 파견되어 파나마 지협을 가로지르는 선박 운하에 대한 통행권 조약을 협상하는 데 힘썼다.
1871년에서 1872년에 앨라배마 클레임 해결을 위한 제네바 회의에서 그는 율리시스 S. 그랜트 대통령이 앨라배마 클레임에 대한 제네바 중재 재판소에서 미국을 대표하도록 임명한 법률 고문 중 한 명이었다.
1874년 1월 6일부터 1877년 4월 9일까지 쿠싱은 주스페인 공사였다. 그는 버지니아호 사건으로 인한 긴장을 완화했으며, 스페인에서 인기가 많았다.

### 대법관 지명

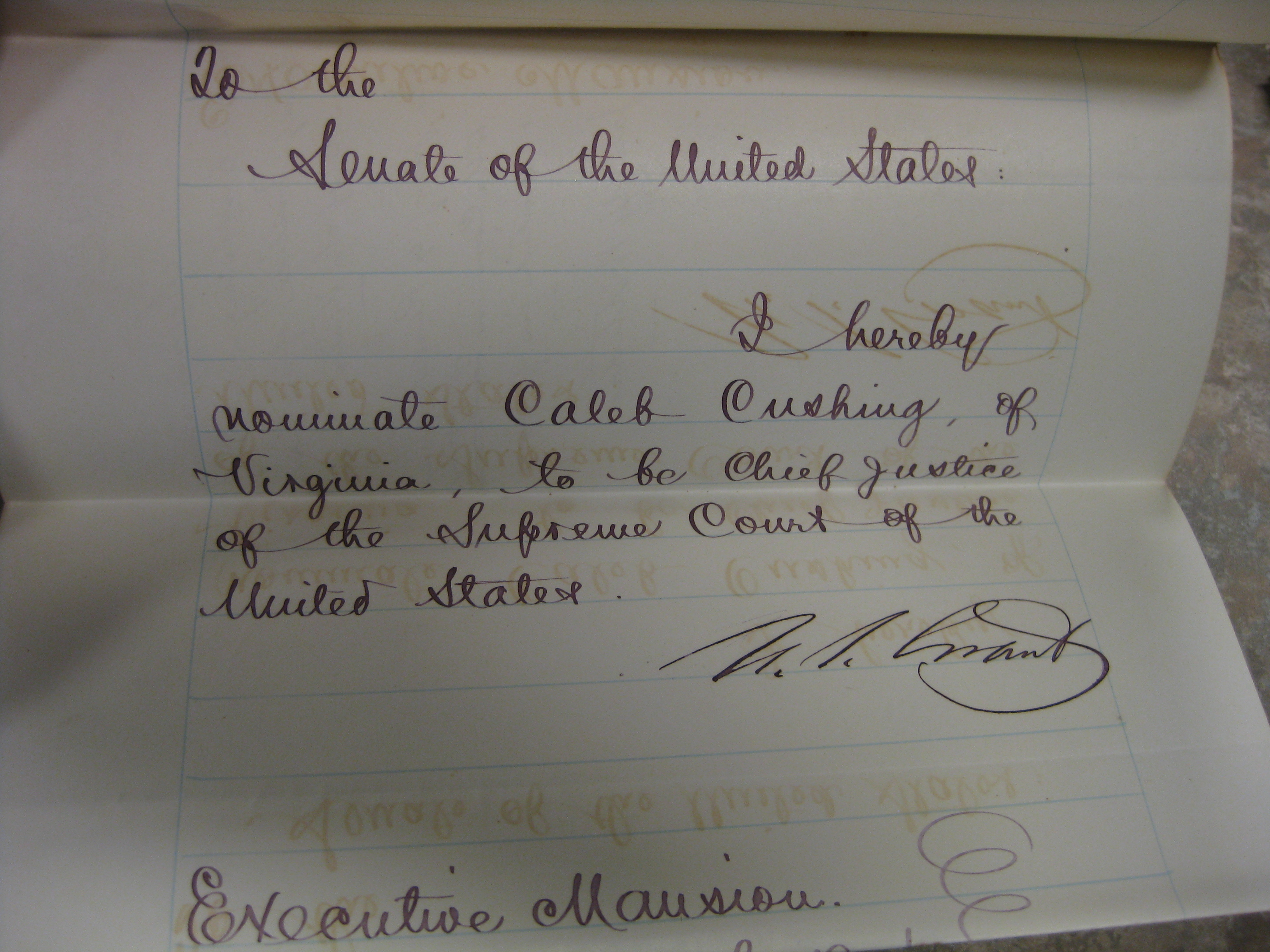
쿠싱의 대법원장 지명

1874년 1월 9일, 그랜트 대통령은 쿠싱을 대법원장으로 지명했다. 이 지명은 그랜트가 조지 헨리 윌리엄스의 지명을 철회한 직후에 이루어졌다. 이 선택은 쿠싱 자신을 포함하여 많은 사람들을 놀라게 했다. 미국 상원의 공화당 급진파는 앤드루 존슨과의 초기 친밀한 관계와 그의 남북 전쟁 이전 코퍼헤드 동조 의혹 때문에 즉시 쿠싱의 충성심에 이의를 제기했다. 그들의 불신은 1861년에 쿠싱이 연합국 대통령 제퍼슨 데이비스에게 썼던 (비정치적인) 편지가 발견되어 공개되자 그의 인준에 대한 전면적인 반대로 바뀌었다. 격렬한 분노가 커지면서 지명은 1874년 1월 13일에 철회되었다.

## 사망 및 유산
쿠싱은 1879년 1월 2일 뉴버리포트에서 사망했으며, 그곳의 하이랜드 묘지에 묻혔다.
미국 해안경비대 세관선 케일럽 쿠싱은 쿠싱의 이름을 따서 명명되었다. 케일럽 쿠싱은 남북 전쟁 중 복무했으며 1863년 6월 27일 포틀랜드 항구 전투에서 남부군 습격자들에 의해 파괴되었다.

## 작품
- 하버드 대학교 고학년 학생들에게 (1821)
- 뉴버리포트에서 행한 연설: 미국 독립 45주년 기념, 1821년 7월 4일
- 매사추세츠 뉴버리포트 타운의 역사와 현재 상태 (1826)
- 뉴버리포트 시민들 앞에서 행한 연설: 미국 독립 56주년 기념 (1832)
- 매사추세츠 식민지화 협회 앞에서 행한 연설: 미국 독립 기념일, 1833년 7월 4일
- 스페인의 회상 (1833);
- 프랑스 최근 혁명과 벨기에, 폴란드, 영국 및 유럽의 다른 지역에서 발생한 결과적 사건에 대한 역사적, 정치적 고찰, 2권 (1833)
- 1834년 8월 보스턴에서 열린 미국 교육 연구소 제5회 기념 회의에서 행한 서문 연설
- 1836년 8월 23일 앰허스트 대학 문학회 앞에서 행한 연설
- 미국의 물질적 성장과 영토적 진보에 대한 연설 (1839)
- 윌리엄 H. 해리슨의 삶과 공직 (1840)
- 매사추세츠주 쿠싱 의원의 알렉산더 매클라우드 사건에 대한 연설: 1841년 6월 24일과 25일 하원에서 행함
- 1850년 뉴버리포트 새 시청 초석을 놓을 때 행한 연설
- 연설. 1850년 9월 26일 매사추세츠주 세일럼에서 에식스 농업 협회 앞에서 행함
- 1857년 10월 27일 보스턴 패늘 홀에서 행한 연설: 또한 1857년 10월 31일 뉴버리포트 시청에서 행한 연설
- 1858년 7월 5일 월요일 태머니 홀에서 태머니 협회 또는 콜럼비아 질서 앞에서 매사추세츠주 케일럽 쿠싱 상원의원이 행한 연설
- 연합과 헌법. 1859년 12월 8일 보스턴 패늘 홀 공청회. 리바이 링컨 상원의원, 에드워드 에버렛 상원의원, 케일럽 쿠싱 상원의원 연설
- 1860년 10월 2일 메인주 데모크라시 앞에서 뱅고어의 노롬베가 홀에서 케일럽 쿠싱 상원의원이 행한 연설
- 워싱턴 조약 (1873)[5]

## 같이 보기
- 미국 내각 장관 임명 실패 목록

## 추가 자료
- Weidemeyer, John William (1900). 〈Cushing, Caleb〉.   Wilson, J. G.; Fiske, J. 《Appletons' Cyclopædia of American Biography》. New York: D. Appleton.

(영어) 케일럽 쿠싱 - 미국 의회 인명 사전
- Belohlavek, John M. Broken Glass: Caleb Cushing & the Shattering of the Union (2005)
- Belohlavek, John M. Race, Progress, and Destiny: Caleb Cushing and the Quest for American Empire (1996)
- 푸스, 클로드 무어 케일럽 쿠싱의 생애, 뉴욕: 하코트, 브레이스 & 컴퍼니, 1923. (2권)
- Haddad, John R. America's First Adventure in China: Trade, Treaties, Opium, and Salvation (2013)  pp. 136–159. 온라인.
- Johnson, Kendall A. The New Middle Kingdom: China and the Early American Romance of Free Trade, Baltimore, MD: Johns Hopkins University Press, 2017.
- Kuo, Ping Chia. "Caleb Cushing and the Treaty of Wanghia, 1844". The Journal of Modern History 5, no. 1 (1933): 34–54.  온라인
- 슈르츠, 카를.  회고록. 뉴욕: 맥클루어 출판사, 1907. 슈르츠는 남북 전쟁 직전 보스턴 패늘 홀에서 열린 "보수 연합 회의"에서 노예제 반대 감정을 막기 위해 쿠싱이 연설하는 것을 보고 받은 인상을 보고한다 (제2권, 제4장, 162쪽): "그는 연설하는 동안 왼쪽 어깨를 청중에게 돌리고, 비스듬히, 그리고 사시처럼 보였지만, 제가 착각했을 수도 있습니다. 문장을 내뱉는 방식에는 냉소적인 비웃음 같은 것이 있었고, 그는 살아있는 메피스토펠레스처럼 보였습니다. 저는 그가 말하는 것을 믿고 싶지 않은 그렇게 단호한 반감을 불러일으킨 연설자를 들어본 적이 없습니다. 몇 년 후, 저는 그를 만찬 자리에서 여러 번 만났는데, 그는 그의 방대한 정보, 재치, 그리고 일화 이야기로 그 자리를 활기차게 만들었습니다. 하지만 저는 그 모임에서 그가 저에게 주었던 인상을 완전히 극복할 수 없었습니다. 저는 항상 흥미롭게 그의 말을 들을 수 있었지만, 결코 자발적인 신뢰를 가질 수는 없었습니다."
- Welch, Richard E.  "Caleb Cushing's Chinese Mission and the Treaty of Wanghia: A Review." Oregon Historical Quarterly 58.4 (1957): 328–357. 온라인
- “Caleb Cushing” (Fee required). The Liberator, Boston, MA. 1857년 12월 11일. 2021년 6월 24일에 확인함.